# Tajaraste
El tajaraste es una música y una danza colectiva típica de las Islas Canarias, especialmente extendido en las islas de Tenerife y La Gomera, y que tiene sus origenes en la cultura amazigh de los primeros pobladores del Archipiélago. Con carácter alegre y sincopado, se baila por parejas al son de un pandero o de un tambor y chácaras.
El baile es colectivo y su coreografía cambia en función de la isla de procedencia. 
Llegó a estar presente en las cortes europeas en el siglo XVI, sus cantos están formados por viejos romances que se remontan a la conquista de Canarias. Son historias, milagros y amores desgraciados.
- Datos: Q7676784